# Le Samyn 2014
La Le Samyn 2014, quarantaseiesima edizione della corsa, valida come evento del circuito UCI Europe Tour 2014 categoria 1.1, si svolse il 5 marzo 2014 per un percorso di 195,9 km. Fu vinta dal belga Maxime Vantomme, che giunse al traguardo in 4h36'20" alla media di 42,53 km/h.
Furono 121 in totale i ciclisti che completarono la gara.

## Squadre partecipanti
| N.    | Cod. | Squadra                    |
| ----- | ---- | -------------------------- |
| 1-8   | KAT  | Katusha Team               |
| 11-18 | LTB  | Lotto-Belisol Team         |
| 21-28 | OPQ  | Omega Pharma-Quickstep     |
| 31-38 | TFR  | Trek Factory Racing        |
| 41-48 | FDJ  | FDJ.fr                     |
| 51-58 | ALM  | AG2R La Mondiale           |
| 61-68 | COF  | Cofidis, Solutions Credits |
| 71-78 | MTN  | MTN-Qhubeka                |
| 81-88 | RVL  | RusVelo                    |
| 91-98 | CCC  | CCC Polsat-Polkowice       |

| N.      | Cod. | Squadra                 |
| ------- | ---- | ----------------------- |
| 101-108 | BSE  | Bretagne-Séché          |
| 111-118 | TSV  | Topsport Vlaanderen     |
| 121-128 | WGG  | Wanty-Groupe Gobert     |
| 131-138 | VGS  | Vastgoedservice         |
| 141-148 | VER  | Veranclassic-Doltcini   |
| 151-158 | WIL  | Vérandas Willems        |
| 161-168 | RLM  | Roubaix-Lille Metropole |
| 171-178 | PCW  | T.Palm-Pôle             |
| 181-188 | CCB  | Colorcode-Biowanze      |
| 191-198 | WBC  | Wallonie-Bruxelles      |

## Ordine d'arrivo (Top 10)
| Pos. | Corridore         | Squadra        | Tempo    |
| ---- | ----------------- | -------------- | -------- |
| 1    | Maxime Vantomme   | Roubaix-Lille  | 3h46'59" |
| 2    | Aleksej Catevič   | Katusha Team   | s.t.     |
| 3    | Nacer Bouhanni    | FDJ.fr         | s.t.     |
| 4    | Erwann Corbell    | Bretagne-Séché | s.t.     |
| 5    | Kristian Sbaragli | MTN-Qhubeka    | s.t.     |
| 6    | Danilo Napolitano | Wanty-Gobert   | s.t.     |
| 7    | Steve Chainel     | AG2R La Mond.  | s.t.     |
| 8    | Gerald Ciolek     | MTN-Qhubeka    | s.t.     |
| 9    | Zico Waeytens     | Topsport Vl.   | s.t.     |
| 10   | Tom Dernies       | Wallonie       | s.t.     |